# Campionato europeo maschile di pallacanestro 1975
Il 19º Campionato Europeo Maschile di Pallacanestro FIBA (noto anche come FIBA EuroBasket 1975) si è tenuto dal 7 al 15 giugno 1975 in Jugoslavia.
I Campionati europei maschili di pallacanestro sono una manifestazione biennale tra le squadre nazionali organizzata dalla FIBA Europe.

## Partecipanti
Partecipano dodici nazionali divise in tre gruppi da quattro squadre.
| Gruppo A                                      | Gruppo B                                                | Gruppo C                               |
| --------------------------------------------- | ------------------------------------------------------- | -------------------------------------- |
| - Italia - Jugoslavia - Paesi Bassi - Turchia | - Israele - Polonia - Unione Sovietica - Cecoslovacchia | - Bulgaria - Grecia - Romania - Spagna |

## Prima fase
La vincente di ogni gara si aggiudica due punti, la perdente uno. Le prime due di ogni girone accedono alla fase finale, la terza e la quarta partecipano alla fase di consolazione.

### Gruppo A - Spalato
| Gara | Team 1      | Team 2      | 1.T.  | 2.T.  | Supp. | Finale |
| ---- | ----------- | ----------- | ----- | ----- | ----- | ------ |
| A1   | Italia      | Turchia     | 36:39 | 47:26 | –     | 83:65  |
| A2   | Jugoslavia  | Paesi Bassi | 47:36 | 55:40 | –     | 102:76 |
| A3   | Paesi Bassi | Italia      | 38:20 | 26:49 | –     | 64:69  |
| A4   | Jugoslavia  | Turchia     | 44:24 | 48:41 | –     | 92:65  |
| A5   | Turchia     | Paesi Bassi | 43:34 | 28:30 | –     | 71:64  |
| A6   | Jugoslavia  | Italia      | 43:35 | 40:34 | –     | 83:69  |

### Gruppo B - Karlovac
| Gara | Team 1           | Team 2         | 1.T.  | 2.T.  | Supp. | Finale |
| ---- | ---------------- | -------------- | ----- | ----- | ----- | ------ |
| B1   | Cecoslovacchia   | Israele        | 40:29 | 46:56 | –     | 86:85  |
| B2   | Unione Sovietica | Polonia        | 35:38 | 44:34 | –     | 79:72  |
| B3   | Unione Sovietica | Cecoslovacchia | 51:32 | 40:49 | –     | 91:81  |
| B4   | Israele          | Polonia        | 50:42 | 40:42 | –     | 90:84  |
| B5   | Unione Sovietica | Israele        | 47:37 | 38:34 | –     | 85:71  |
| B6   | Cecoslovacchia   | Polonia        | 46:28 | 48:48 | –     | 94:76  |

### Gruppo C - Fiume
| Gara | Team 1   | Team 2   | 1.T.  | 2.T.  | Supp. | Finale |
| ---- | -------- | -------- | ----- | ----- | ----- | ------ |
| C1   | Grecia   | Romania  | 27:39 | 34:32 | –     | 61:71  |
| C2   | Spagna   | Bulgaria | 35:40 | 50:34 | –     | 85:74  |
| C3   | Bulgaria | Grecia   | 34:41 | 47:30 | –     | 81:71  |
| C4   | Spagna   | Romania  | 45:30 | 51:36 | –     | 96:66  |
| C5   | Spagna   | Grecia   | 41:28 | 48:35 | –     | 89:63  |
| C6   | Romania  | Bulgaria | 28:33 | 34:47 | –     | 62:80  |

## Fase Finale - Belgrado

### Girone di consolazione
Le squadre arrivate terze e quarte nella prima fase si incontrano in un girone unico con partite di sola andata per definire le posizioni dalla settima alla dodicesima. La vittoria vale due punti e la sconfitta uno. Le squadre conservano il risultato ottenuto al primo turno con l'avversaria classificatasi nello stesso gruppo preliminare.
| Gara | Team 1      | Team 2      | 1.T.  | 2.T.  | Supp. | Finale  |
| ---- | ----------- | ----------- | ----- | ----- | ----- | ------- |
| D1   | Paesi Bassi | Israele     | 40:46 | 40:35 | –     | 80:81   |
| D2   | Turchia     | Romania     | 45:46 | 41:31 | –     | 86:77   |
| D3   | Grecia      | Polonia     | 34:36 | 45:38 | –     | 79:74   |
| D4   | Turchia     | Israele     | 38:53 | 39:48 | –     | 77:101  |
| D5   | Paesi Bassi | Grecia      | 29:28 | 37:37 | –     | 66:65   |
| D6   | Romania     | Polonia     | 40:45 | 41:37 | –     | 81:82   |
| D7   | Romania     | Paesi Bassi | 39:44 | 35:36 | –     | 74:80   |
| D8   | Israele     | Grecia      | 50:41 | 37:35 | –     | 87:76   |
| D9   | Turchia     | Polonia     | 36:48 | 35:42 | –     | 71:90   |
| D10  | Turchia     | Grecia      | 37:31 | 37:33 | –     | 74:64   |
| D11  | Polonia     | Paesi Bassi | 42:29 | 44:37 | –     | 86:66   |
| D12  | Israele     | Romania     | 61:40 | 58:65 | –     | 119:105 |

### Girone finale
Le squadre qualificatesi per il turno finale si incontrano in un girone unico con partite di sola andata per definire le prime sei posizioni. La vittoria vale due punti la sconfitta uno. Le squadre conservano il risultato ottenuto al primo turno con l'avversaria classificatasi nello stesso gruppo preliminare.
| Gara | Team 1           | Team 2           | 1.T.  | 2.T.  | Supp. | Finale |
| ---- | ---------------- | ---------------- | ----- | ----- | ----- | ------ |
| E1   | Cecoslovacchia   | Bulgaria         | 42:35 | 28:51 | –     | 70:86  |
| E2   | Jugoslavia       | Spagna           | 41:35 | 57:41 | –     | 98:76  |
| E3   | Unione Sovietica | Italia           | 30:33 | 39:32 | –     | 69:65  |
| E4   | Jugoslavia       | Cecoslovacchia   | 39:30 | 45:38 | –     | 84:68  |
| E5   | Unione Sovietica | Bulgaria         | 47:40 | 47:39 | –     | 94:79  |
| E6   | Italia           | Spagna           | 43:36 | 46:33 | –     | 89:69  |
| E7   | Italia           | Cecoslovacchia   | 32:36 | 36:36 | –     | 68:72  |
| E8   | Unione Sovietica | Spagna           | 59:39 | 35:41 | –     | 94:80  |
| E9   | Bulgaria         | Jugoslavia       | 37:44 | 39:61 | –     | 76:105 |
| E10  | Spagna           | Cecoslovacchia   | 46:34 | 41:33 | –     | 87:67  |
| E11  | Bulgaria         | Italia           | 40:48 | 31:42 | –     | 71:90  |
| E12  | Jugoslavia       | Unione Sovietica | 44:37 | 46:47 | –     | 90:84  |

## Classifica Finale
| Campione d'Europa | Campione d'Europa | Campione d'Europa |
| --- | ----------------- | --- |
| Jugoslavia4 Tvrdić, 5 Kićanović, 6 Jelovac, 7 Žižić, 8 Jerkov, 9 Kapičić, 10 Slavnić, 11 Ćosić, 12 Šolman, 13 Plećaš, 14 Dalipagić, 15 Delibašić, All. Mirko Novosel |                   | |
| Argento | Unione Sovietica  | Unione Sovietica4 Bol'šakov, 5 Pavlov, 6 Miloserdov, 7 Sal'nikov, 8 Bološev, 9 Jadėška, 10 S. Belov, 11 Sidjakin, 12 Žarmuchamedov, 13 Korkia, 14 A. Belov, 15 Žigilij, All. Vladimir Kondrašin         |
| Bronzo | Italia            | Italia4 Carraro, 5 Iellini, 6 Recalcati, 7 Ferracini, 8 Della Fiori, 9 Bariviera, 10 Zanatta, 11 Meneghin, 12 Marzorati, 13 Villalta, 14 Bisson, 15 Bertolotti, All. Giancarlo Primo                    |
| 4 | Spagna            | Spagna4 Brabender, 5 López, 6 Rodríguez, 7 Cabrera, 8 Santillana, 9 Filbá, 10 Iradier, 11 Corbalán, 12 Rullán, 13 Luyk, 14 Estrada, 15 Flores, All. Antonio Díaz-Miguel                                 |
| 5 | Bulgaria          | Bulgaria4 Dojčinov, 5 Petkov, 6 Stojanov, 7 Petrov, 8 Mihajlov, 9 Šarkov, 10 Romanski, 11 Golomeev, 12 Dukov, 13 Brănzov, 14 Dimitrov, 15 Hristov, All. Ivan Kolev                                      |
| 6 | Cecoslovacchia    | Cecoslovacchia4 Skála, 5 Štaud, 6 Beránek, 7 Klimeš, 8 Kropilák, 9 Kantůrek, 10 Kos, 11 Pospíšil, 12 Nečas, 13 Brabenec, 14 Douša, 15 Hraška, All. Vladimír Heger                                       |
| 7 | Israele           | Israele4 Bloom, 5 Avishar, 6 Brody, 7 Schwartz, 8 Keren, 9 Berkovich, 10 Leibowitz, 11 Moskowitz, 12 Goren, 13 Marzel, 14 Eisner, 15 Yanai, All. Albert Hemmo                                           |
| 8 | Polonia           | Polonia4 Grygiel, 5 Garliński, 6 Langosz, 7 Niemiec, 8 Seweryn, 9 Jurkiewicz, 10 Gardzina, 11 Fiedorczuk, 12 Ładniak, 13 Myrda, 14 Durejko, 15 Kwiatkowski, All. Witold Zagórski                        |
| 9 | Turchia           | Turchia4 Germen, 5 Küce, 6 Vekiloğlu, 7 Hakyemez, 8 Kısagün, 9 Erdenay, 10 Durusel, 11 Tosun, 12 Poyrazoğlu, 13 İnce, 14 Aydan, 15 Akıncı, All. Mehmet Baturalp                                         |
| 10 | Paesi Bassi       | Paesi Bassi4 Dekker, 5 Boot, 6 Sikking, 7 Harrewijn, 8 Pluim, 9 Ombre, 10 van Vliet, 11 Akerboom, 12 Cramer, 13 van Helfteren, 14 van Tuyll, 15 Kip, All. Bill Sheridan                                 |
| 11 | Romania           | Romania4 Georgescu, 5 Mihuta, 6 Zdrenghea, 7 Moisescu, 8 Pârșu, 9 Niculescu, 10 Cernat, 11 Diaconescu, 12 Novac, 13 Tarău, 14 Oczelak, 15 Popa, All. Mihai Nedef                                        |
| 12 | Grecia            | Grecia4 Kontos, 5 Gkoumas, 6 Kokolakīs, 7 Giannouzakos, 8 Raftopoulos, 9 Sakellariou, 10 Korōnaios, 11 Giatzoglou, 12 Papageōrgiou, 13 Kastrinakīs, 14 Diakoulas, 15 Fōsses, All. Vaggelīs Nikītopoulos |

## Premi individuali

### MVP del torneo
- Krešimir Ćosić

### Miglior quintetto del torneo
- Playmaker:  Sergej Belov
- Guardia tiratrice:  Dražen Dalipagić
- Ala piccola:  Wayne Brabender
- Ala grande:  Krešimir Ćosić
- Centro:  Atanas Golomeev